# Ctenophthalmus agyrtes
Ctenophthalmus agyrtes är en loppart som först beskrevs av Heller 1896.  Ctenophthalmus agyrtes ingår i släktet Ctenophthalmus och familjen mullvadsloppor.

## Underarter
Arten delas in i följande underarter:
- C. a. agyrtes
- C. a. cultur
- C. a. dinarus
- C. a. eurous
- C. a. fennicus
- C. a. graecus
- C. a. impavidus
- C. a. kleinschmidtianus
- C. a. ohridanus
- C. a. pelikani
- C. a. peusianus
- C. a. prothelenus
- C. a. provincialis
- C. a. romanicus
- C. a. ropotamensis
- C. a. rugosus
- C. a. sardiniensis
- C. a. serbicus
- C. a. smitianus
- C. a. taygetus
- C. a. verbanus
- C. a. wagnerianus
- C. a. bosnicus